# Hesperilla chrysotricha
Hesperilla chrysotricha é uma espécie de borboleta da família Hesperiidae.